# Mikołaj Kecherle
Mikołaj Kecherle, Nikel Kecherle, Mikulasz Kecherle (XV wiek) – burmistrz Cieszyna w latach 1468, 1481 i 1483.
Jego pochodzenie nie jest znane. Moritz Landwehr von Pragenau sugerował, że był Niemcem rodem ze Szwabii.
Miał trzech synów: Piotra, Samuela i Kaspra (występowali na dokumencie z 1491 roku).
Jego wnuk, Andrzej Kecherle, także był burmistrzem Cieszyna.